# 魯爾·羅曼
魯爾·巴西奧·羅曼·加雷，（英語：Raúl Basilio Román Garay，1977年10月25日），巴拉圭职业足球运动员，现效力盧捷諾體育會。

## 生涯
羅曼是巴拉圭的U20國家隊在1997年U20世青杯的成員。1997年11月28日，他與北京國安簽署了一份價值超过100万美元的合約，使他成為在中國聯賽中最高薪水的球員，但他在中國表現未如人意，1998年亚优杯半决赛被红牌罚下后被国安放弃。羅曼透過外借方式回到巴拉圭，2000年終於回到北京，但他仍發現他在中國難以發揮水準，然後他在夏季又回到了巴拉圭。

## 外部連結
- Argentine Primera statistics
- Career Profile （页面存档备份，存于）
- Statistics[]
- Profile （页面存档备份，存于） National-Football-Teams